# Hohenbuehelia campinaranae
Hohenbuehelia campinaranae är en svampart som beskrevs av Singer 1989. Hohenbuehelia campinaranae ingår i släktet Hohenbuehelia och familjen musslingar.   Inga underarter finns listade i Catalogue of Life.